# Manchester United Premijer kup
Manchester United Premijer kup (eng. Manchester United Premier Cup) je nogometno natjecanje za mlađe uzraste nogometnih klubova osnovano 1993. godine od strane proizvođača sportske odjeće Nike. Preko 8 000 nogometnih klubova i milijun igrača natjecalo se na Premijer kupu 2014. godine. GNK Dinamo je postao prva hrvatska momčad koja je osvojila turnir 2013. godine.

## Povijest
Turnir je osnovao proizvođač sportske opreme Nike 1993. godine kao Nike Premijer kup (Nike Premier cup), a na njemu su nastupile 624 momčadi iz 15 europskih zemalja. Sljedeće godine turnir se proširio na azijski kontinent, povećavši broj momčadi na 1067, a 1995. godine pridružilo se još 284 momčadi iz Latinske Amerike čime je ukupan broj momčadi koje se natječu na turniru povećan na 1 351 klubova. Čile je bio domaćin prvog južnoameričkog turnira te godine, a Universidad de Chile je postao prvim latinoameričkim prvakom natjecanja.
Turnir je reorganiziran 1996. godine tako da uključuje svjetsku fazu nakon regionalnih turnira. Na regionalnim natjecanjima se od preko 2500 klubova došlo do 12 pobjednika koji su nastupili na završnom turniru koji je održan u Cape Townu u Južnoj Africi 1997. godine. 
Ta struktura natjecanja se održavala od 1996. do 2001., kada je odlučeno da će domaćini i državni prvaci iz 13 zemalja izravno kvalificirati na završni turnir, a za preostalih šest mjesta će se boriti momčadi iz regija Europa, Bliski Istok, Latinska Amerika, Jugoistočna Azija i Afrika na natjecanjima od po 20 momčadi. Athletic Bilbao je pobijedio 1998. godine u finalu turnira u Parizu, a pobjednici su nagrađeni kartama na Stade de Franceu za finale Svjetskog prvenstva. 
Godine 2003. Nike je zamijenio Umbro kao sponzor Manchester Uniteda te je turnir je preimenovan u Manchester United Premier Cup. Sljedeće godine Manchester City postao je prvi engleski prvak turnira za mlade, pobijedivši domaćine i gradskog rivala Manchester United, pogotkom Daniela Sturridgea. 
GNK Dinamo postao je prva hrvatska i istočnoeuropska momčad koja je osvojila turnir, pobijedivši Milan 2: 1 na Old Traffordu 9. kolovoza 2013. Sljedeće godine Dinamo Moskva postao je prvi ruski klub koji je osvojio turnir, pobijedivši Valenciju 1-0 u finalu 9. kolovoza 2014.
Natjecanje nastavlja rasti od svog formiranja kao regionalni turnir 1993. godine, a 2014. godine, preko 8 000 nogometnih klubova i milijun igrača natjecalo se na Premijer kupu turnirima u 43 zemlje kako bi osvojilo jedno od 20 mjesta na Svjetskom finalu Premijer kupa u Manchesteru.

## Pobjednici
| Godina    | Pobjednik                                                                             | Država     | Grad       |
| 1993./94. | Porto (Europa)                                                                        |            |            |
| 1994./95. | Real Madrid (Europa) Malezija (Azija)                                                 |            |            |
| 1995./96. | Espanyol (Europa) Bukit Jalil Academy (Azija) Universidad de Chile (Latinska Amerika) |            |            |
| 1996./97. | Platense                                                                              | JAR        | Cape Town  |
| 1997./98. | Athletic Bilbao                                                                       | Francuska  | Pariz      |
| 1998./99. | Barcelona                                                                             | Španjolska | Barcelona  |
| 1999./00. | Internacional                                                                         | Nizozemska | Amsterdam  |
| 2000./01. | Vitória                                                                               | Njemačka   | Berlin     |
| 2001./02. | São Paulo                                                                             | Portugal   | Lisabon    |
| 2002./03. | Corinthians                                                                           | SAD        | Portland   |
| 2004./04. | Manchester City                                                                       | Engleska   | Manchester |
| 2004./05. | Fluminense                                                                            | Hong Kong  | Hong Kong  |
| 2005./06. | Guadalajara                                                                           | Engleska   | Manchester |
| 2006./07. | Barcelona                                                                             | Engleska   | Manchester |
| 2007./08. | Fluminense                                                                            | Engleska   | Manchester |
| 2008./09. | São Paulo                                                                             | Engleska   | Manchester |
| 2009./10. | Barcelona                                                                             | Engleska   | Manchester |
| 2010./11. | Pachuca                                                                               | Engleska   | Manchester |
| 2011./12. | Universidad Católica                                                                  | Kina       | Šangaj     |
| 2012./13. | GNK Dinamo                                                                            | Engleska   | Manchester |
| 2013./14. | Dinamo Moskva                                                                         | Engleska   | Manchester |
| 2014./15. | Right to Dream Academy                                                                | Engleska   | Manchester |

## Hrvatski klubovi
- GNK Dinamo Zagreb, prvak 2013. godine

## Unutarnje poveznice
- Internacionalni kup Premier lige
- FIFA Kup mladih
- UEFA Liga mladih

## Vanjske poveznice
- Službena stranica